# Bobi Klintman
Bobi Dieye Klintman (nacido el 6 de marzo de 2003) es un jugador profesional sueco de baloncesto que pertenece a la plantilla de los Motor City Cruise de la G League, asignado por los Detroit Pistons de la NBA. Jugó baloncesto universitario en los Wake Forest Demon Deacons. Fue drafteado por los Minnesota Timberwolves en la segunda ronda del draft de la NBA de 2024.

## Trayectoria deportiva

### Inicios
Klintman nació en Malmö, Suecia, de madre sueca y padre de Senegal. Asistió a la Academia RIG Mark de Suecia en Kinna. En la temporada 2019-20, jugó 13 partidos para el RIG Mark en la tercera división Basketettan. Continuó con el RIG Mark en la Superettan de segunda división en 2020-21 antes de que la temporada se cancelara en febrero de 2021 debido a la Pandemia de COVID-19. Jugó seis partidos con el Borås Basket en la Basketligan de primera división para terminar la temporada.

### Instituto
Klintman se matriculó en la Sunrise Christian Academy de Bel Aire, Kansas, para el curso de bachillerato estadounidense 2021-22. Fue calificado con cuatro estrellas recruit e inicialmente se comprometió a jugar baloncesto universitario para Maryland.  Más tarde se desvinculó de Maryland y se comprometió a jugar en el baloncesto masculino de Colorado.  Klintman se retiró por segunda vez y finalmente firmó para jugar en Wake Forest. 

### Reclutamiento
Como estudiante de primer año en la temporada 2022-23, Klintman jugó en 33 partidos con cinco inicios y promedió 5.3 puntos y 4.5 rebotes en 20.5 minutos por partido para los Wake Forest Demon Deacons.
Klintman se declaró inicialmente para el draft de la NBA de 2023 y más tarde informó a Wake Forest de que no volvería al equipo para la temporada 2023-24. 

#### Estadísticas
| Año     | Equipo      | PJ | PT | MPP  | %TC  | %3P  | %TL  | RPP | APP | ROB | TPP | PPP |
| ------- | ----------- | -- | -- | ---- | ---- | ---- | ---- | --- | --- | --- | --- | --- |
| 2022–23 | Wake Forest | 33 | 5  | 20.5 | .407 | .368 | .743 | 4.5 | .8  | .5  | .6  | 5.3 |

### Profesional

#### Cairns Taipans (2023-2024)
El 13 de junio de 2023, Klintman fichó por los Cairns Taipans de la NBL, uniéndose al equipo como parte del programa Next Stars de la liga para la temporada 2023-24. 

### NBA

#### Detroit Pistons (2024-presente)
El 27 de junio de 2024, Klintman fue seleccionado con la 37ª elección global por los Minnesota Timberwolves en el draft de la NBA de 2024. Sin embargo, fue traspasado a los Detroit Pistons junto con Wendell Moore Jr. por la 53ª elección global del draft de 2024. El 13 de julio, firmó con los Pistons.

### Selección nacional
Klintman jugó con la selección nacional masculina de baloncesto sub-18 de Suecia en Finlandia en los campeonatos nórdicos, donde ganaron la medalla de oro. Jugó también para la selección sub-20 en el campeonato FIBA sub-20 de 2022. Fue seleccionado para el equipo All-Star.

## Estadísticas de su carrera en la NBA

### Temporada regular
| Año     | Equipo  | PJ | PT | MPP | %TC  | %3P  | %TL  | RPP | APP | ROB | TPP | PPP |
| ------- | ------- | -- | -- | --- | ---- | ---- | ---- | --- | --- | --- | --- | --- |
| 2024-25 | Detroit | 8  | 0  | 5.3 | .600 | .400 | .500 | .9  | .9  | .3  | .1  | 1.9 |
| Total   | Total   | 8  | 0  | 5.3 | .600 | .400 | .500 | .9  | .9  | .3  | .1  | 1.9 |